# Associazione Calcio Nocerina 1977-1978
Questa voce raccoglie le informazioni riguardanti l'Associazione Calcio Nocerina nelle competizioni ufficiali della stagione 1977-1978.

## Rosa
| N. |                   | Ruolo | Calciatore         |
| -- | ----------------- | ----- | ------------------ |
| -  | Italia (bandiera) | A     | Antonio Antignani  |
| -  | Italia (bandiera) | D     | Raffaele Barrella  |
| -  | Italia (bandiera) | A     | Stanislao Bozzi    |
| -  | Italia (bandiera) | D     | Stefano Calcagni   |
| -  | Italia (bandiera) | C     | Riccardo Caruso    |
| -  | Italia (bandiera) | C     | Roberto Chiancone  |
| -  | Italia (bandiera) | D     | Franco Cornaro     |
| -  | Italia (bandiera) | C     | Salvatore Esposito |
| -  | Italia (bandiera) | A     | Oliviero Garlini   |

| N. |                   | Ruolo | Calciatore         |
| -- | ----------------- | ----- | ------------------ |
| -  | Italia (bandiera) | A     | Mario Giovannetti  |
| -  | Italia (bandiera) | D     | Adiano Grava       |
| -  | Italia (bandiera) | C     | Nicola Labrocca    |
| -  | Italia (bandiera) | D     | Gaetano Manzi      |
| -  | Italia (bandiera) | P     | Mauro Pelosin      |
| -  | Italia (bandiera) | C     | Francesco Pecoraro |
| -  | Italia (bandiera) | D     | Gino Pigozzi       |
| -  | Italia (bandiera) | C     | Viscardo Porcari   |
| -  | Italia (bandiera) | C     | Alfredo Spada      |